# Ganguise
La Ganguise est une rivière du sud de la France, dans les départements de Aude et de la Haute-Garonne, dans la région Occitanie, affluent de l'Hers-Mort et sous-affluent de la Garonne.

## Géographie
De 16,7 km de longueur, elle prend sa source sur la commune de Payra-sur-l'Hers, dans l'Aude et se jette dans l'Hers-Mort en rive gauche sur la commune de Beauteville dans le département de la Haute-Garonne.

### Départements et villes traversées
- Aude : Saint-Michel-de-Lanès, Belflou, Gourvieille, Cumiès, Payra-sur-l'Hers, Mas-Saintes-Puelles, Villeneuve-la-Comptal.
- Haute-Garonne : Avignonet-Lauragais, Beauteville.

## Principaux affluents
- Ruisseau de Migou, 2,5 km
- Ruisseau de Labexen, 7 km
- Ruisseau de Fangouse, 2,6 km